# Eugen Rolfes
Eugen Rolfes (* 3. Oktober 1852 in Pempelfort; † 20. September 1931 in Köln-Lindenthal) war ein deutscher römisch-katholischer Geistlicher und Übersetzer von Aristoteles.

## Leben
Rolfes studierte in Bonn und Innsbruck katholische Theologie und Philosophie und wurde in Innsbruck zum Doktor der Theologie promoviert. Der Kölner Diözesanpriester war Rektor in Frauweiler, Pfarrer in Satzvey bei Euskirchen, Pfarrer in Dottendorf bei Bonn und zuletzt Pfarrer in Köln-Lindenthal. Er wurde auf dem Friedhof Melaten beerdigt.
Rolfes widmete sein Leben dem Studium der Philosophie von Aristoteles und von Thomas von Aquin. In der Philosophischen Bibliothek erschienen zahlreiche seiner Aristoteles-Übersetzungen. Daneben veröffentlichte er Studien zu speziellen Aspekten des Aristotelismus. Seine Schriften zeugen von einer gründlichen Kenntnis des Werks von Aristoteles und dem des Thomas von Aquin.

## Schriften (Auswahl)
Monographien
- Die aristotelische Auffassung vom Verhältnisse Gottes zur Welt und zum Menschen. Berlin 1892, OCLC 230736014.
- Die substantiale Form und der Begriff der Seele bei Aristoteles. Paderborn 1896.
- Die Philosophie des Aristoteles als Naturerklärung und Weltanschauung. Leipzig 1923, OCLC 224801.
- Die Gottesbeweise bei Thomas von Aquin und Aristoteles. Limburg 1927, OCLC 8913766.

Übersetzungen
- Aristoteles: Nikomachische Ethik. Meiner, Leipzig 1911.
- Aristoteles: Politik. Meiner, Leipzig 1912.
- Aristoteles: Lehre vom Beweis oder zweite Analytik. Meiner, Leipzig 1922.
- Aristoteles: Kleine naturwissenschaftliche Schriften. Meiner, Leipzig 1924.